# Daniela Martínez Mariscal

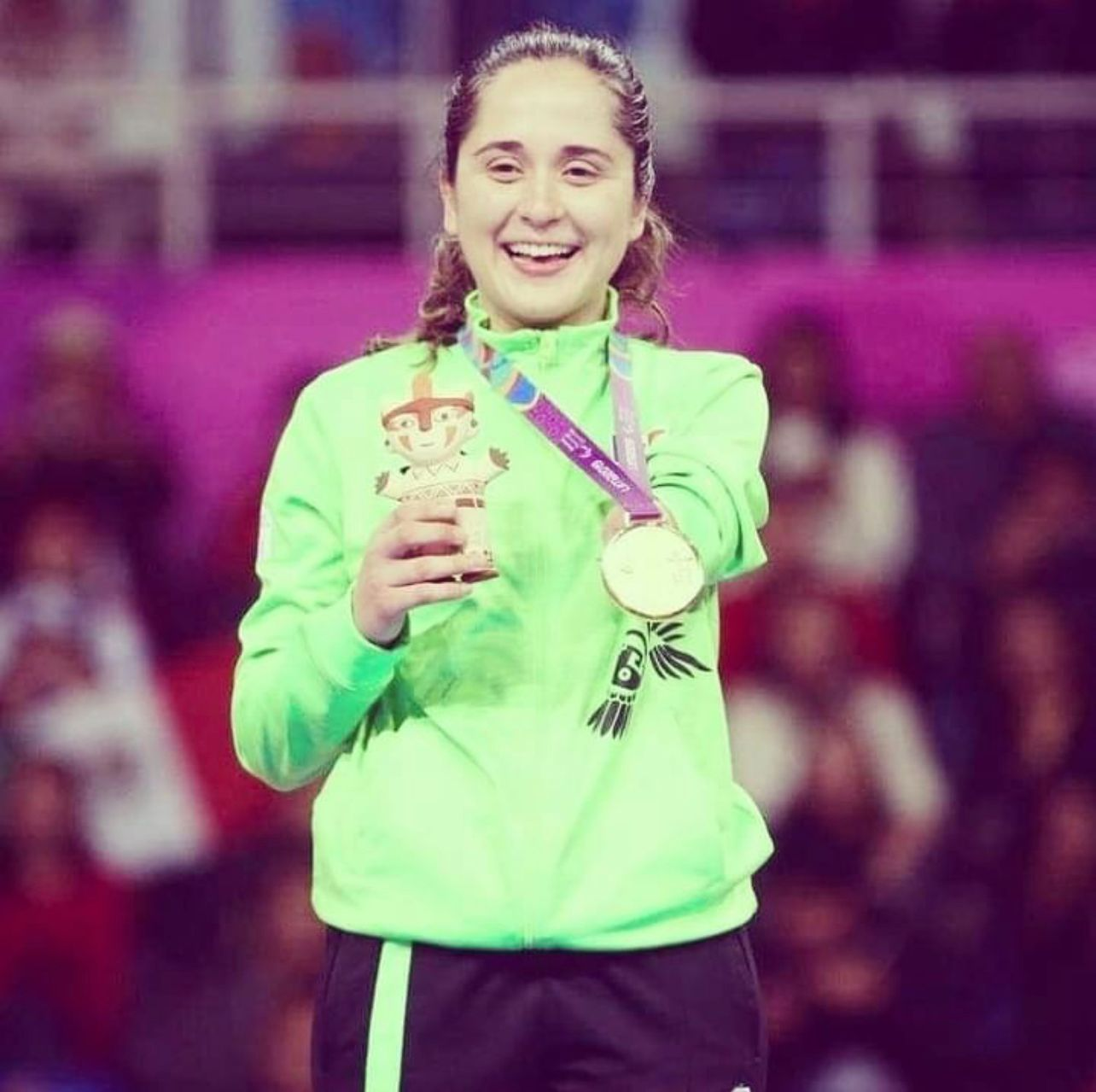
Ceremonia de premiación Juegos Paraparamericanos 2019

Daniela Andrea Martínez Mariscal (Chihuahua, Chihuahua; 19 de octubre de 1993) es una deportista mexicana que compite en taekwondo adaptado. Campeona en los Juegos Parapanamericanos de 2019.

## Trayectoria deportiva
Radicó en la ciudad de Delicias, Chihuahua desde pequeña, donde practicó futbol y atletismo. En 2018, inició la práctica del taekwondo tras ser descubierta por Jannet Alegría, entrenadora de la Selección Mexicana de Taekwondo, además ha entrenado bajo la guía de María del Rosario Espinoza, tres veces campeona mundialista y olímpica, y con el profesor Isaac Rojas en Chihuahua. 
En la primera aparición del taewondo adaptado en juegos Parapanamericanos en Lima, Perú, obtuvo la medalla de oro el 3 de septiembre de 2019. Venció a la campeona mundial Debora Bezerra, de Brasil por marcador de 7-4, tras lo que se proclamó campeona panamericana de taekwondo adaptado de +58kg K44, en el Polideportivo del Callao. En los Juegos Panamericanos de 2023 en Santiago consiguió medalla de plata en la categoría -65kg.
Participó en los Juegos Parolímpicos de Tokio, siendo la primera mujer chihuahuense en participar a ese nivel. A lo largo de su carrera ha sido cuatro veces campeona nacional en 2018 y 2019 en categoría +58kg y en 2023 y 2024 en categoría +65kg.

## Otras actividades
Estudió nutrición y un posgrado en administración por la Universidad Autónoma de Chihuahua. Es promotora del deporte con juventudes y participa activamente en actividades de la Fundación ANBEC. 

## Premios y reconocimientos
- Reconocimiento a la Chihuahuense Destacada 2024, en la categoría “BERTHA CHIU NÚÑEZ”, por el H. Congreso del Estado de Chihuahua[8]

- Premio Estatal del Deporte, 2019[1]
- Premio Municipal a la Excelencia en el Deporte Teporaca de bronce en 2019 y 2020 y de plata en 2021, siendo la única paratleta nominada y ganadora, hasta el momento. [9]
- Deportista del año en Delicas, 2019 y 2023.[5][10]